# Percentil
Percentil (percentilové skóre nebo centil) je ve statistice kvantil, který dělí statistický soubor na setiny (procenta). Percentil tak v uspořádaném skóre vyjadřuje, jaká procentní část leží v datové sadě pod touto hodnotou (exkluzivní případ) nebo na stejné nebo horší hodnotě (inkluzivní případ). Percentil je závislý na tom, jak je datová sada uspořádána. Využívá se například při hodnocení testů, kde místo absolutní úspěšnosti (tj. míře správných odpovědí) vyjadřuje relativní úspěšnost vzhledem k ostatním uchazečům, tj. není nutné uvádět ani celkový počet uchazečů ani pořadí.

## Užití
Hodnota percentilu při vyhodnocení testu v exkluzivním případě vyjadřuje, kolik účastníků mělo horší výsledek. Pokud má účastník výsledek na 85. percentilu (označujeme například P85), znamená to, že 85 % účastníků mělo horší výsledek (a 15 % účastníků je lepších nebo stejných jako on [včetně jeho samého]).

## Výpočet
Před výpočtem percentilu je nutné datovou sadu seřadit a určit pořadí jednotlivých prvků. V exkluzivním případě nebude mít ani nejlepší účastník hodnocení 100 %, protože procento bude vyjadřovat množství všech ostatních (tj. horších) účastníků. Nejhorší účastník bude mít nulový percentil, protože nikdo nebyl horší než on. V exkluzivním případě lze tak percentil vypočítat jako:
{\displaystyle Percentil={\frac {po{\check {c}}et-po{\check {r}}adi}{po{\check {c}}et}}\times 100}
V inkluzivním případě bude mít účastník s nejlepším umístěním percentil 100 %, protože všichni ostatní byli stejně dobří nebo horší než on. Naopak nejhorší účastník bude mít nenulový percentil, protože procento bude vyjadřovat jeho podíl na celkovém množství účastníků. V inkluzivním případě lze percentil vypočítat jako:
{\displaystyle Percentil={\frac {po{\check {c}}et-po{\check {r}}adi+1}{po{\check {c}}et}}\times 100}

## Příklad
Vypočtěte inkluzivní percentil Barbory, která se umístila na 42. místě ze 105 uchazečů.
{\displaystyle Percentil={\frac {105-42+1}{105}}\times 100=61}
Barbora se umístila na 61. percentilu (tj. 61 % uchazečů bylo stejně dobrých nebo horších a 39 % uchazečů bylo lepších než Barbora).